# بيتر هايمان
بيتر هايمان (بالإنجليزية: Peter Hayman)‏ هو رسام وعالم طيور بريطاني، ولد في 17 فبراير 1930 في أوكسبريدج في المملكة المتحدة.